# Cercomantispa tristella
Cercomantispa tristella är en insektsart som först beskrevs av Navás 1936.  Cercomantispa tristella ingår i släktet Cercomantispa och familjen fångsländor. Inga underarter finns listade i Catalogue of Life.